# Rapp Brush

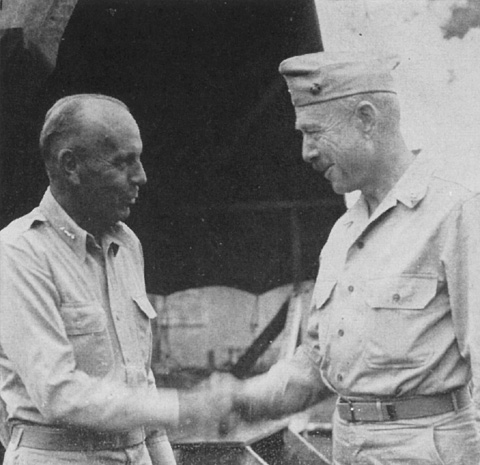
El general Rapp Brush dando la mano al general William Rupertus.

El mayor general Isaac Rapp "Dash" Brush (Wyoming, 7 de noviembre de 1889 - San Francisco, 6 de marzo de 1958) fue el comandante de la 40.ª División de Infantería de los Estados Unidos del Ejército de los Estados Unidos del 1942 al 1945 durante su participación en la Segunda Guerra Mundial en la reconquista de las Filipinas. La 40.ª División de Infantería o "Sun Burst" era antes de su participación en la Segunda Guerra Mundial el 3 de marzo de 1941 una división formada por miembros de California, Nevada y la Guardia Nacional de Utah. Fue también comandante en jefe del 21.º Regimiento de Infantería como coronel antes de la entrada de los Estados Unidos en la guerra en 1941. Se retiró en julio de 1945, al acabar la guerra y murió en 1958, siendo enterrado en el Cementerio Nacional de San Francisco.